# Kevin Plawecki
Kevin Jeffrey Plawecki (Hinsdale, 26 febbraio 1991) è un giocatore di baseball statunitense, ricevitore per i Boston Red Sox nella Major League Baseball.

## Minor League
Plawecki venne selezionato al 1º giro del draft amatoriale del 2012 come 35ª scelta dai New York Mets. Nello stesso anno iniziò a livello A- con i Brooklyn Cyclones nella New York-Penn League, finendo con .250 alla battuta, .345 in base, 7 fuoricampo, 27 RBI, nessuna base rubata e 26 punti in 61 partite (216 AB). Nel 2013 giocò con due squadre finendo con .305 alla battuta, .390 in base, 8 fuoricampo, 80 RBI, una base rubata e 60 punti in 125 partite (449 AB).
L'11 febbraio 2014 venne invitato per giocare la pre-stagione con i Mets nella MLB. In MiLB giocò con due squadre finendo con .309 alla battuta, .365 in base, 11 fuoricampo, 64 RBI, nessuna base rubata e 58 punti in 101 partite (376 AB). Il 3 febbraio 2015 venne nuovamente invitato per giocare la pre-stagione con i Mets. Nelle MiLB giocò a livello AAA con i Las Vegas 51s della Pacific Coast League finendo con .224 alla battuta, .267 in base, un fuoricampo, 9 RBI, nessuna base rubata e 7 punti in 22 partite (85 AB).
Nel 2016 sempre con i 51s finì con .300 alla battuta, .348 in base, 8 fuoricampo, 40 RBI, nessuna base rubata e 27 punti in 55 partite (190 AB).

## Major League

### New York Mets (2015-2018)
Plawecki venne convocato il 21 aprile 2015 dai Mets, debuttando lo stesso giorno al Citi Field di New York contro gli Atlanta Braves. Il 12 agosto venne opzionato nei 51s nella MiLB, il 1º settembre venne richiamato. Chiuse la sua 1ª stagione con .219 alla battuta, .280 in base, 3 fuoricampo, 21 RBI, nessuna base rubata e 18 punti in 73 partite (233 AB). .197 alla battuta, .298 in base, un fuoricampo, 11 RBI, nessuna base rubata e 6 punti in 48 partite (132 AB), battendo con una distanza media in lunghezza di 177,15 ft (54,00 m) e 24,93 ft (7,60 m) in altezza.
Il 28 marzo 2017 venne opzionato nei Las Vegas 51s della MiLB. Il 20 aprile è stato richiamato in prima squadra.

### Cleveland Indians (2019)
Il 6 gennaio 2019, i Mets hanno scambiato Plawecki con i Cleveland Indians per Walker Lockett e Sam Haggerty. Divenne free agent il 2 dicembre 2019.

### Boston Red Sox (2020-)
Il 3 gennaio 2020, Plawecki firmò un contratto di un anno del valore di 900 000 dollari con i Boston Red Sox. Dopo la stagione 2020, Plawecki ha firmato un contratto biennale.

## Vita privata
Plawecki è cresciuto a Westfield nell'Indiana, con i suoi genitori e il fratello minore. Suo padre allenò Kevin la squadra dove giocava quando era ragazzo.
Plawecki e sua moglie, Tayler, si sono sposati nel novembre del 2015.

## Palmarès
- (1) Futures Game Selection (2014)
- (2) MiLB.Com Organization All-Star (2013, 2014)
- (1) Mid-Season All-Star della South Atlantic League "SAL" (2013).